# Trollsteinrundhøe
De Trollsteinrundhøe of Trollstein-Rundhøi is een berg behorende bij de gemeente Lom in de provincie Oppland in Noorwegen. De berg, gelegen in Nationaal park Jotunheimen, heeft een hoogte van 2170 meter.
De Trollsteinrundhøe is onderdeel van het gebergte Jotunheimen.